# Comptonella albiflora
Comptonella albiflora är en vinruteväxtart som beskrevs av E. G. Baker. Comptonella albiflora ingår i släktet Comptonella och familjen vinruteväxter. Inga underarter finns listade i Catalogue of Life.